# Bråvallaverket
Bråvallaverket var ett oljeeldat elkraftverk (220 MW) i Norrköping som ägs av E.ON. Det uppfördes i början av 1970-talet och togs idrift 1972.
1982 lades det i malpåse, men återstartades redan 1986. 1998 lades det åter i malpåse.

## Effektreserven
Från 2004 ingick Bråvallaverket i den svenska effektreserven som administreras av Svenska kraftnät och kunde alltså startas när det finns risk för elbrist. Sista gången verket ingick i reserven var vintern 2010/11.

## Rivning
Den 7 juli 2011 beslöts att verket skulle läggas ner för gott. Rivningen var påbörjad före årets slut.